# Тетраборати

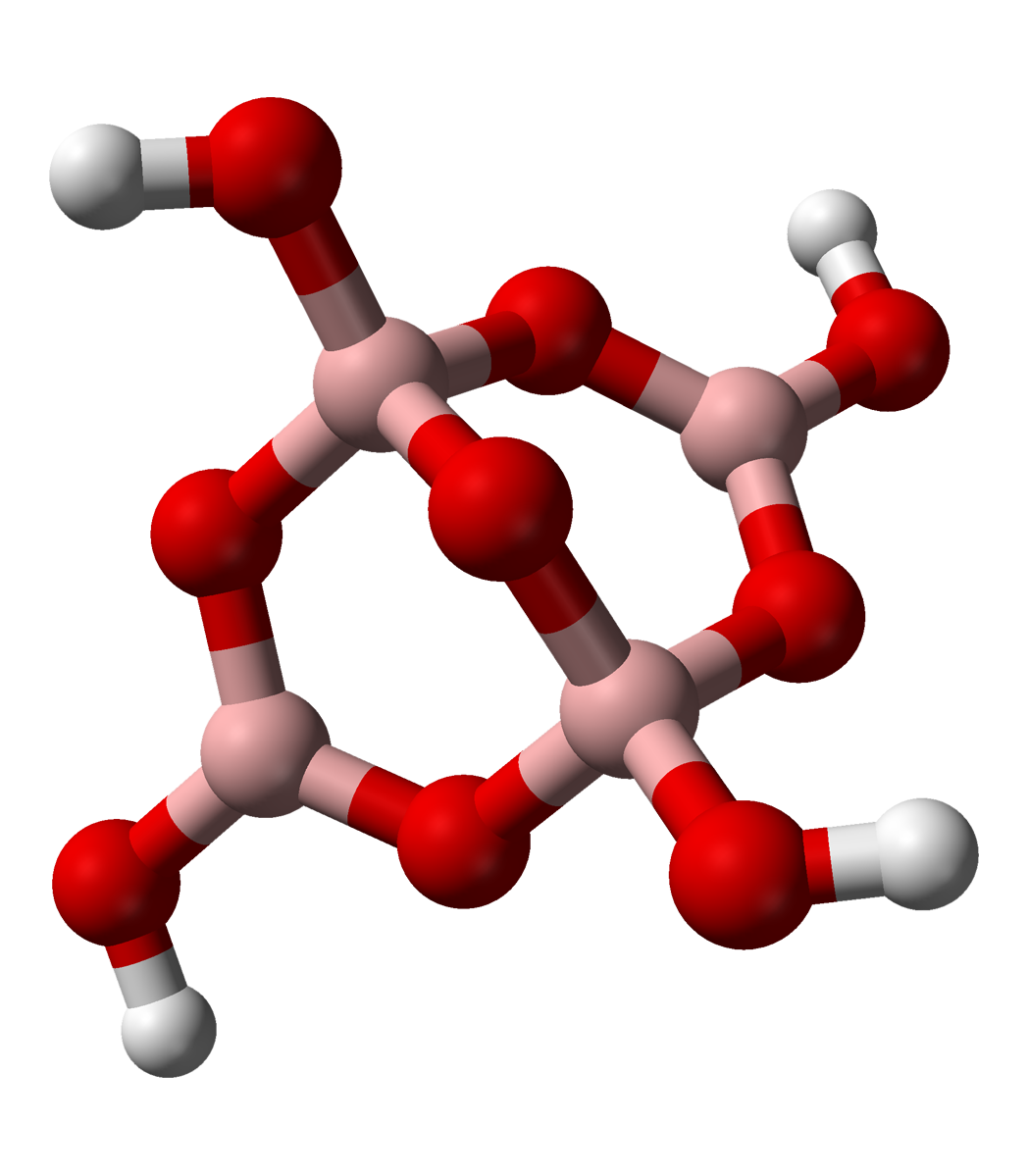
Тетраборати. Структура аніона
[B_{4}O_{5}(OH)_{4}]^{2−} у бурі

Тетраборати (рос. тетрабораты, англ. tetraborates, нім. Tetraborate n pl) — рідкісні мінерали, солі тетраборної кислоти Н2В4О7. Представлені солями натрію і відрізняються від інших боратів кількістю води та фізичними властивостями, напр., бура Na2[B4O7]∙10H2O, керніт Na2[B4O7]∙4H2O.